# San Agustin (Surigao del Sur)
San Agustin ist eine philippinische Stadtgemeinde in der Provinz Surigao del Sur. Sie hat 22.779 Einwohner (Zensus 1. August 2015). In den Küstengewässern der Gemeinde liegen die Britania-Inseln. Ihre Nachbargemeinden sind Marihatag im Norden und Lianga im Süden.

## Baranggays
San Agustin ist politisch in 13 Baranggays unterteilt.
- Bretania
- Buatong
- Buhisan
- Gata
- Hornasan
- Janipaan
- Kauswagan
- Oteiza
- Poblacion
- Pong-on
- Pongtod
- Salvacion
- Sto. Niño